# 인듐
인듐(←영어: Indium 인디엄[*], 문화어: 인디움←독일어: Indium 인디움[*])은 화학 원소로 기호는 In(←라틴어: Indium 인디움[*])이고 원자 번호는 49이다. 무르고 연성이 있으며 잘 녹는 은백색의 희유금속으로, 외형은 주석(Sn)과 닮았다. 전이후금속에 속하며 녹는점은 소듐(Na,나트륨)과 갈륨(Ga)보다 높고 리튬(Li)과 주석(Sn)보다 낮다. 화학적 성질은 갈륨(Ga)이나 탈륨(Tl)과 비슷하고 대체적으로 성질이 그 두 금속의 중간이다. 인듐은 1863년 발견되고 그 스펙트럼의 인디고색 부분에서 이름이 지어졌다. 순수한 인듐은 그 다음 해에 분리되었다. 인듐은 반도체 공학에서 투명한 전도성의 산화 인듐 주석으로 발광 디스플레이(LED)에 쓰이는 투명 전극이나 액정 화면(LCD)을 만드는 데 이용된다. 일부 금속과 혼합하면 녹는점이 낮아지므로 납이 첨가되지 않는 땜납을 만드는데 사용된다. 인듐은 기술, 공학에 있어 대단히 중요한 원소로 여겨진다. 인듐은 생물학적 역할을 하지 않으나 몇몇 인듐 화합물은 혈관에 주입되었을 때 약간 독성을 띤다. 인듐은 황화 아연 광물에서 미량 성분으로 발견되며 아연(Zn) 추출 과정에서 부산물로 생산된다.

## 특성
물리적 성질
인듐은 전성과 연성이 뛰어나며, 밝은 광택이 있는 은백색의 금속 원소로 다른 금속 원소들에 비해 희귀한 편이다. 모스 굳기 1.2로 매우 무르기 때문에 나트륨(Na)처럼 칼로 자를 수도 있다. 인듐은 주기율표에서 13족에 속하는 원소이고 성질이 주기율표상 각각 위아래에 위치한 갈륨과 탈륨의 중간이다. 인듐 막대를 구부리면 주석을 구부릴 때와 비슷하게 높은 파열음이 나는데 이 소리는 쌍정에 의해서 난다. 갈륨처럼 인듐은 유리 표면에서 밀리지 않고 퍼져서 거울 비슷한 면을 만들 수 있다.(이런 것을 유리를 적신다고 한다) 탈륨(Tl)과 갈륨(Ga)처럼 인듐의 녹는점은 156.6 °C로 비교적 낮은 편이다. 인듐의 녹는점은 같은 족 원소인 갈륨에 비해서는 높고 탈륨, 주석 보다 낮지만 끓는점은 2072 °C로 갈륨보다 낮고 탈륨보다는 높다. 즉 녹는점과 끓는점이 정반대의 경향을 나타낸다. 하지만 이는 다른 전이후금속 원소 족들의 경향과 비슷한데, 적은 비국소 전자로 금속 결합을 하기 때문에 나타나는 결합의 세기 약화가 원인이다.
밀도는 7.31g/cm3으로 갈륨보다 높고 탈륨보다 낮다. 임계 온도 3.41K 이하에서는 초전도체의 성질을 나타낸다. 표준 상태에서 인듐은 면심 정방정계 구조의 결정을 이룬다. 이것은 살짝 변형된 면심입방격자 구조로 볼 수도 있는데 각각의 인듐 원자는 324 pm 거리에 4개의 이웃 원자를 가지고 약간 더 먼 336 pm 거리에 8개의 이웃 원자를 가지고 있다. 인듐은 다른 어느 금속보다도 액체 수은(Hg)에 잘 녹는다. (0 °C에서 질량 50 %의 인듐이 수은에 녹는다) 인듐은 지각에 0.000016 % 포함된 희유금속 중 하나이다.
화학적 성질
인듐은 49개의 전자를 가지고 있는데 전자배치는 [Kr] 4d10 5s2 5p1이다. 화합물에서 인듐은 대부분 3개의 바깥쪽 전자를 잃고 인듐(lll)이 된다. 몇몇 경우에는 두 5s 전자를 잃지 않고 인듐(l)이 되기도 한다. 1가 양이온 상태의 안정성은 비활성 전자쌍 효과의 결과로, 상대론적 효과가 5s 오비탈을 안정화시키는 것은 더 무거운 원소들에게서 잘 관측된다. 따라서 같은 13족 원소이고 인듐보다 무거운 탈륨은 이러한 효과가 더 강하게 나타나며 +1의 산화수가 +3의 산화수보다 더 흔히 나타난다. 반면에 같은 13족이면서 인듐보다 가벼운 갈륨은 3가의 양이온으로만 반응해 화합물을 만든다. 탈륨(lll)은 약간 강한 산화제이지만 인듐(lll)은 그렇지 않다. 그리고 많은 인듐(l) 화합물은 강력한 환원제이다. 13족 원소들 중 화학 결합에 s 오비탈의 전자들이 참여할 수 있게 하기 위해 필요한 에너지가 가장 낮은 원소가 인듐이고 결합에너지는 밑으로 갈수록 감소한다. 따라서 에너지를 방출하고 2개의 추가적인 결합 형성을 통해 +3의 산화수를 가지는 상태에 이르는 것은 5s 전자를 결합에 포함시키기 위해 필요한 에너지보다 항상 더 크게 될 정도로 충분하지 않다. 인듐(l) 산화물과 수산화물은 염기성을 나타내고 인듐(lll) 산화물과 수산화물은 산성을 나타낸다. 현재 연구된 반응에 따른 인듐의 표준전극전위 값은 16족에서 +3의 산화수의 안정성의 감소를 보여주고 있다. 
-0.40 In2+ + e- <-> In+
-0.49 In3+ + e- <-> In2+
-0.443 In3+ + 2e- <-> In+
-0.3382 In3+ + 3e- <-> In
-0.14 In+ + e- <-> In
인듐 금속은 물과 반응하지 않지만 할로젠 원소들 같은 더 강력한 산화제로 인해 산화되어 인듐(lll) 화합물을 만든다. 인듐은 붕소화물, 규소 화합물(규화물), 탄화물을 만들지 않는다. 또 인듐의 수소화물인 InH3은 불안정하기 때문에 낮은 온도의 에테르성 용액에서 일시적으로 존재한다. 인듐은 수용액에서 염기성을 나타내는데 인듐보다 가벼운 같은 16족 원소인 알루미늄과 갈륨과는 달리 알칼리성 수용액에서 녹지 않는다. 

## 동위 원소
지구상에서는 113In과 115In만이 존재한다. 전체 인듐의 95.7%가 115In이지만 이는 방사성 동위 원소이며, 우주의 나이보다 길고 자연적인 토륨(Th) 동위원소의 30,000 배의 반감기를 가지는 4.41×1014년의 반감기를 거쳐 주석-115로 베타 붕괴한다. 이처럼 방사성 동위 원소가 안정한 동위 원소보다 더 많이 존재하는 경우는 인듐, 텔루륨, 레늄뿐이다. 나머지 4.3%를 차지하는 동위원소 113In은 안정하다. 
인듐은 원자량 97에서 135 사이에 39종류의 동위 원소가 알려져 있다. 인공 방사성 원소 중 가장 반감기가 긴 방사성 동위 원소는 인듐-111로 반감기가 약 2.8일이다. 나머지 인공적인 방사성 동위 원소들은 반감기가 5시간 미만이다. 또 인듐은 47개의 이성질핵 또한 가지는데, 반감기가 49.51 일인 인듐-114m1이 가장 안정하며, 이 동위원소는 지구가 생성되기 전부터 있었던 자연 동위원소 인듐-113과 115를 제외한 나머지 바닥상태의 동위원소보다 긴 반감기를 가진다. 인듐-115보다 질량수가 작은 인듐 동위원소는 전자 포획이나 양전자 방출을 통해 카드뮴(Cd) 동위원소로 붕괴되고 더 질량수가 큰 인듐 동위원소는 베타 마이너스 붕괴를 통해 주석(Sn) 동위원소로 붕괴된다. 

## 역사
1863년 독일 화학자 라이히(Ferdinand Reich)와 리히터(Hieronymous Theodor Richter)는 현재 독일 작센주 프라이베르크 인근의 광산에서 얻은 광물들을 분석하고 있었다. 주로 아연을 함유한 광석을 염산에 반응시켜 염화 아연을 얻은 후 분광기로 이들의 스펙트럼을 관찰하였는데, 이 중 일부 광석에는 녹색의 선 스펙트럼을 남기는 탈륨 대신 밝은 푸른색 선을 남기는 새로운 원소가 포함되어 있음을 확인하였다. 그 당시까지 푸른 선 스펙트럼을 내놓는 원소는 발견되지 않았다. 두 사람은 스펙트럼의 색인 남색(indigo)에서 이름을 따 '인듐'이라는 이름을 붙였고, 이듬해 리히터는 인듐을 순수한 형태로 분리하였다. 1924년에는 인듐이 비철 금속을 안정화시키는 특성이 발견되어 처음으로 중요하게 사용되기 시작하였다. 제2차 세계대전 기간 동안 파란색 발광 다이오드(LED) 제조와 항공기 엔진에 첨가되는 용도로 사용되었으나 1950년대 초반까지만 하더라도 매우 제한된 용도로만 사용되었다.
이후 1952년 인듐이 포함된 반도체의 생산이 본격화되었고 1970년대에 이르러서는 원자로 제어봉에 사용되었다. 1992년부터는 산화 인듐 주석으로 액정을 만드는데 널리 사용되기 시작하였다. 2012년 기준으로 중국(390톤)이 가장 많은 양을 생산하였고, 캐나다, 일본, 대한민국 등이 각각 70 톤으로 그 뒤를 이었다.

## 용도
인듐은 제2차 세계대전 동안 고성능 항공기의 엔진에 처음으로 실용적인 목적으로 사용되었다. 이후 녹는점이 낮은 합금, 땜납, 전자 제품, 반도체 제조 공정 등에 사용되기 시작하였다. 1980년대 중반에는 인화 인듐을 이용한 반도체가 개발되었고 산화 인듐 주석이 액정 화면(LCD)에 널리 사용되었다. 인듐은 반도체와 관련된 용도로 쓰인다. 트리메틸인듐(trimethylindium)은 화합물 반도체의 도핑 재표로 사용된다. 인화 인듐, 안티모니화 인듐은 반도체로 활용된다. 화합물 반도체인 질화 인듐 갈륨(InGaN), 인화 인듐 갈륨(InGaP)은 발광 다이오드와 레이저 다이오드에 쓰인다. 셀레늄화 구리 인듐 갈륨(copper indium gallium selenide, CIGS)은 태양광 발전에 쓰인다. 인듐은 저마늄(Ge)과 함께 양극성 접합 트랜지스터에 사용된다. 낮은 온도에서 납땜될 때, 인듐은 저마늄에게 응력을 가하지 않는다. 
인듐 선은 진공 밀봉과 저온 실험, 초고진공에서 열전도체로 사용된다. 인듐은 갈륨-인듐-주석 합금인 갈린스탄의 재료이다. 이 합금은 상온에서 액체이며 일부 온도계에서 수은(Hg)의 대체제로 사용된다. 인듐과 비스무트(Bi), 카드뮴(Cd), 납(Pb), 주석(Sn)과의 합금은 갈린스탄의 경우보다는 높지만 비교적 낮은 50~100 °C 범위의 녹는점을 가진다. 그래서 이런 합금들은 화재 스프링클러나 열 조절 장치 등에 사용된다. YInMn 블루는 인듐이 이트륨(Y)과 망가니즈(Mn)와 결합되어 만들어진 독성이 없고 반응성이 적으며 색이 흐려지지 않는 파란색 염료이다.
인듐은 알칼리 전지에서 수은의 대체제로 쓰이는 원소 중 하나로 아연(Zn)이 산화되어 수소(H) 기체를 발생시키는 것을 막는 역할을 한다. 

## 주의사항
순수한 인듐은 보통 무해한 것으로 간주된다. 인듐에 대한 노출이 큰 반도체 산업 현장에서는 아직까지 인듐 중독에 의한 부작용 사례는 보고된 적이 없다. 또, 대부분의 인듐 화합물은 물에 잘 녹지 않기 때문에 체내에도 잘 흡수되지 않아 별 독성을 나타내지는 않는다. 그러나 수용성인 인듐 이온은 직접 체내에 들어오면 콩팥에 손상을 줄 수 있으며, 심장과 간에도 영향을 줄 수 있다. 염화 인듐, 인화 인듐 등은 폐에 들어오면 독성을 나타내기도 한다.